# Kék csatavirág
A kék csatavirág (Polemonium caeruleum) a csatavirágfélék (Polemoniaceae) családjának névadó nemzetségébe tartozó, Európa mérsékelt éghajlatú részein élő növényfaj, a csatavirág nemzetség típusfaja. Észak- és Közép-Európától Ázsiáig (a Himalájáig) fordul elő, láprétekben, ligetekben, cserjésekben. Magyarországon nem fordul elő,  dísz- és gyógynövényként ültetik, esetleg elvadulhat.

## Jellemzői
Lágy szárú, évelő növény. 30–90 cm magasra nő, hajtásrendszere elágazó. Szára szögletes, levelei páratlanul szárnyaltak, szórt állásúak, 8-15 lándzsás-ovális, ép szélű levélkepárból állnak. Az alsó leveleknek nyelük van, a felsőbbek ülő helyzetűek. Május-augusztus között virágzik. Égszínkék vagy fehér, rövid csövű, 2–3 cm átmérőjű virágai 10–30 cm hosszú, tömött, mirigyszőrös bugavirágzatban nőnek, sugarasan szimmetrikusak. Az ötcimpájú párta karimája tányérszerűen ellaposodik. A tövüknél megvastagodott porzók kinyúlnak a virágból. A portokok narancssárgák, a bibe lilás színű. Toktermése számos magot rejt.

## Hatóanyagok
Triterpén-szaponinokat, flavonoidokat tartalmaz.

## Felhasználása
Már az ókori görögök is gyógyhatást tulajdonítottak neki, hasmenés, fogfájás, állatharapások gyógykezelésére alkalmazták. A középkorban a szifilisz és a veszettség gyógyszereként tartották számon. Jelenleg a gyógyászatban nem alkalmazzák.
Olívaolajban főzve fekete festék készíthető belőle. Potpourrikban szokták még felhasználni.

## Fordítás
- Ez a szócikk részben vagy egészben a Polemonium caeruleum című angol Wikipédia-szócikk ezen változatának fordításán alapul.  Az eredeti cikk szerkesztőit annak laptörténete sorolja fel. Ez a jelzés csupán a megfogalmazás eredetét és a szerzői jogokat jelzi, nem szolgál a cikkben szereplő információk forrásmegjelöléseként.